# جیانی مینا
 جیانی مینا (انگلیسی: Gianni Mina؛ زاده ۹ فوریهٔ ۱۹۹۲) یک تنیس‌باز اهل فرانسه است.